# Paragluphisia oxiana
Paragluphisia oxiana är en fjärilsart som beskrevs av Alexander Michailovitsch Djakonov 1926. Paragluphisia oxiana ingår i släktet Paragluphisia och familjen tandspinnare. Inga underarter finns listade i Catalogue of Life.